# サラーフッディーン城

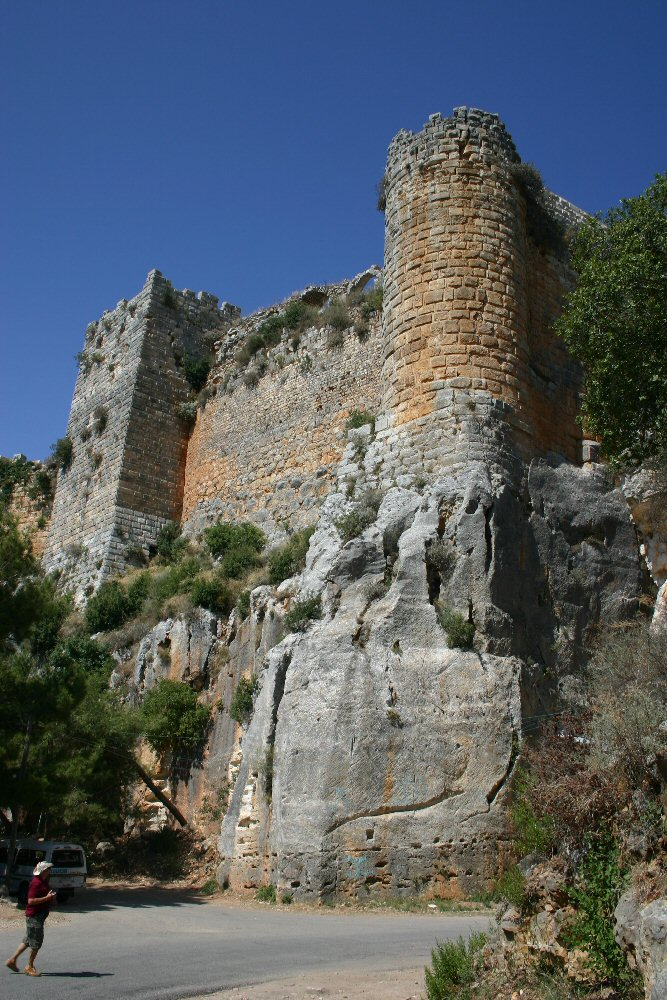
サラーフッディーン城の遺構

サラーフッディーン城（サラーフッディーンじょう、アラビア語: قلعة صلاح الدين, Qal'at Salah al-Din）は、シリアの北西部にある中世の城である。ラタキア県の中心都市ラタキアから30キロメートル、ハッファという町から7キロメートルの場所にあり、山岳地帯の中の両側が崖になった尾根筋に立地し、森に囲まれている。遅くとも10世紀中葉にはここに城塞が築かれていた。ビザンツ帝国のヨハネス1世ツィミスケスが975年に当該城塞を手に入れた。ビザンツ帝国は1108年までこの城を支配した。12世紀の初頭、「フランク人」（中世アラブ・イスラーム世界から見た西ヨーロッパ人）がこの城に拠り、十字軍国家の一つ、アンティオキア公国の守城とした。十字軍騎士は城を大幅に拡張し、城を現在ある姿にした。1188年にサラーフッディーン・アイユービーのムスリム軍が包囲し、3日後に陥落した。1287年にもこの城をめぐって包囲戦が発生したが、このときは攻守共にマムルーク軍人であった（ムスリム同士の争いであった）。2006年にユネスコは、「サラーフッディーンの城」と「十字軍騎士の城」を「世界遺産」に登録した。城の遺跡はシリア政府が管理している。

## 立地と名称
サラーフッディーン城は、ラタキアの北東約25キロメートルのシリア沿岸山地の中に位置し、最寄の町はハッファである。ポリティカル・コレクトネスの観点から、この城は「サラーフッディーンの城」 Qalʿat Ṣalāḥ al-Dīn と呼ぶべきとされている。その理由は、歴史学者の Hugh N. Kennedy によると、この城がアラビア語では「シオンの丘」を意味する「サフユーン」 Ṣahyūn と呼び慣わされているためである。ビザンツはこの城を「シゴン」 Sigon と呼び、ビザンツから城を奪ったフランクは「ザオヌ」 Saône と呼んだ。

## 歴史

1135年時点のレヴァント。十字軍国家は赤十字で示されている。

サラーフッディーン城のある場所には、遅くとも10世紀中葉には既に城砦（サフユーン）が築かれていた。ハムダーン朝アレッポのアミール・サイフッダウラが、知られている限り最も古いサフユーンの支配者である。975年にサフユーンの支配者はハムダーン朝の支配者から東ローマ帝国（ビザンツ）のヨハネス1世ツィミスケスに移った。その後の1108年に十字軍がラタキアの町をビザンツから奪取しているため、サフユーンの支配権もこの頃までビザンツにあり、十字軍のラタキア占領と時を同じくして十字軍に移ったものと考えられている。サフユーンは第一次十字軍の結果誕生した十字軍国家群の一つ、アンティオキア公国の属国を構成し、最初の君主はおそらくレプラのロバート（Robert the Leper）であったとみられる。史料によるとロバートは遅くとも1119年にはサフユーンを支配していたことがわかっている。ロバートの子孫は1188年までサフユーンを引き続き支配した。ビザンツ帝国時代の城砦を囲むように十字軍式の城を築いたのは、おそらくロバートか、その息子のウィリアムである。当地に21世紀現在に残る遺跡のほとんどはこの時代に構築されたものである。十字軍の城は、ほとんどがその防備を聖ヨハネ騎士団やテンプル騎士団といった軍事教団に頼ったのであるが、サフユーンに築かれた城は数少ない例外の一つになったことで知られている。
1188年7月27日、アイユーブ朝のスルターン・サラーフッディーンとその息子、ザーヒル・ガーズィーがムスリム軍を率いてサフユーンに到着した。サラーフッディーンはムスリム軍を二手に分けて城を包囲し、自身が率いる主力を城の東に面した高台に攻城兵器と共に布陣し、壁が他の場所よりも低くなっている城の北側にザーヒル率いる別働隊を待機させた。城は、その後2日間にわたって、攻城兵器から投擲される重さ50から300キログラムの石により、大きな被害を受けた。7月29日、サラーフッディーンは突入の合図を出した。ザーヒルが城の西側に隣接する城下町を急襲すると、住人たちは城の中に逃げ込もうとした。ムスリム軍は城と町の間の堀の存在には気付いていたが、城の北側の掘削工事が完了していないことには気付いていなかった。住民たちの動きを見てそれを知ったザーヒルは、首尾よく城壁を乗り越え、城内の兵だまりを蹂躙した。城の守備兵はドンジョン（天守）に退却した。彼らはその日のうちに身代金と引き換えに命は助けるという交渉に応じ、降伏した。ケネディ(1994)は、サフユーンが堅固な要塞であったにもかかわらず僅か3日で陥落した理由について、守備側の兵力が少なく、反撃用の攻城兵器も持っていなかったからと分析している。

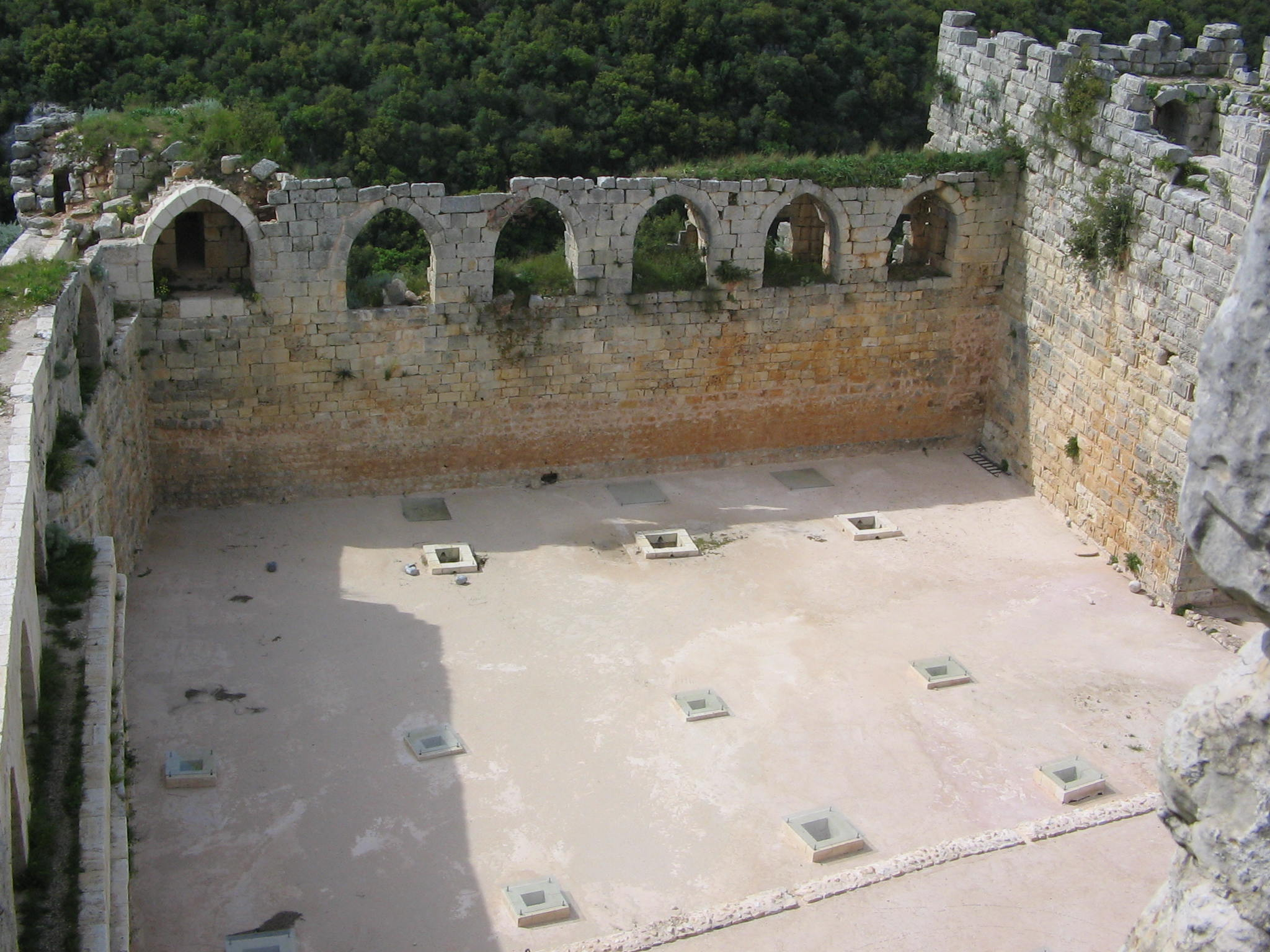
内部の様子

サラーフッディーンはサフユーンとブルゼイの2城を配下のアミール（将軍）・マンカワルに与えた。その後、2城はマンカワルの子孫に受け継がれ、1272年にマムルーク朝のスルターン・バイバルスに譲渡された。1280年代にはスルターン・カラーウーンと意見が対立したアミール・ソンコル・アシュカル（Sunqur al-Ashqar、シャムスッディーン・ソンコル）がサフユーンに逃げ込んだ。ソンコルはサフユーンを行政の中心にして、自領の半独立状態を保った。1286年末から1287年初ごろにかけて、カラーウーンは政敵の勢力を圧迫しはじめ、ソンコルの独立も認めないこととした。カラーウーンは配下のアミール・トゥルンタイ（Turuntay）に命じて、サフユーンを包囲させた。トゥルンタイはソンコルに「いま降伏すればスルターンはきっとお許しになる」と降伏勧告をした。これをソンコルが拒絶、包囲戦が本格的に始まった。しかし、サフユーンに拠るソンコル軍が持ちこたえられないことは、まもなく双方にとって明らかになり、ソンコル軍は4月に降伏した
その後、サフユーンは、マムルーク朝の行政区分上、タラーブルスの町に管轄される城になった。少なくとも14世紀末までは、マムルーク軍人の支配する王国の一部として、サフユーンは重要であり続け、繁栄を謳歌した。ハマーのアミール・アブル・フィダー（r. 1273–1331）の著書には、サフユーンに隣接して町が建設された旨の記載がある。しかしながら、それからさらに数十年、時代が下ると、サフユーンには人が住まなくなった。
2006年にユネスコは、サラーフッディーン城をクラク・デ・シュヴァリエと共に世界遺産登録した。

## 世界遺産としてのサラーフッディーン城
この世界遺産は世界遺産登録基準のうち、以下の条件を満たし、登録された（以下の基準は世界遺産センター公表の登録基準からの翻訳、引用である）。
- (2) ある期間を通じてまたはある文化圏において、建築、技術、記念碑的芸術、都市計画、景観デザインの発展に関し、人類の価値の重要な交流を示すもの。
- (4) 人類の歴史上重要な時代を例証する建築様式、建築物群、技術の集積または景観の優れた例。

サラーフッディーン城はラタキアとアンティオキアを結ぶ通商路を扼する要所に位置し、長さ700メートルにわたって並行して流れる2筋の渓谷に挟まれた尾根の上に建つ。この尾根は東の台地に接続する。ビザンツ人は城の東の接続路を遮るように城壁を築いて要塞化した。城壁は不規則に屈折し、何箇所かに側面攻撃用の塔が立っている。尾根の麓にあたる城壁の外側には集落があった。ビザンツ時代に自然石をくりぬいて構築された堀は、幅14メートルから20メートルで156メートルの長さに渡って城壁に沿って伸び、跳ね橋が設置されていた箇所では28メートルもの高さがある。
この砦の最も素晴らしい部分は、露出した岩盤まで掘られた深さ28mもの濠である。おそらくビザンティン時代に掘られたとされるが、完成したのは十字軍の時代とみられる。濠は、城の東に沿って156mにわたって伸び、幅は14mから20mあり、これを渡るのは高さ28mの岩の尖塔に支えられた跳ね橋のみである。
城門は砦の南にある。門の右は十字軍の造った稜堡と守備塔があり、数メートル先には別の守備塔がある。濠を見下ろす大きな見張り塔のすぐ横には厩と貯水槽がある。この見張り塔の壁は厚さが5mもあり、敷地面積はおよそ24平方mである。北には、かつて跳ね橋のあった城門がある。砦中央にはビザンティン時代の城塞があり、中には大きな水槽、十字軍が作った東屋、ビザンティンが造った二つの礼拝堂のうちの一つの隣に十字軍が作った教会がある。
アラブ人が砦に追加した部分には、カラーウーンの時代のモスクや、中庭などのある風呂が造られた宮殿などがある。これらは少しだけ修復されている。